# Fabio Jakobsen
Fabio Jakobsen (* 31. August 1996 in Lingewaal) ist ein niederländischer Radrennfahrer.

## Sportliche Laufbahn
Schon die Eltern von Fabio Jakobsen waren radsportbegeistert, weshalb sie ihrem Sohn den Vornamen des im Jahr zuvor tödlich verunglückten Fabio Casartelli gaben.
2016 machte Jakobsen erstmals international auf sich aufmerksam, als er das heimische Rennen Slag om Norg gewann. Zudem wurde er niederländischer Straßenmeister der U23. Im Jahr darauf verbuchte er mehrere Etappensiege, so bei der Tour de Normandie, bei der Tour Alsace, bei der Tour de l’Avenir und der Olympia’s Tour. Auch gewann er das U23-Rennen bei Rund um den Finanzplatz Frankfurt-Eschborn sowie die Ronde van Noord-Holland und wurde ein zweites Mal niederländischer U23-Meister.
Im Jahr 2018 wurde Jakobsen Mitglied des UCI WorldTeams Quick-Step Floors und gewann im Frühjahr Nokere Koerse, nachdem er wenige Tage zuvor bei Dwars door Vlaanderen Vierter geworden war, sowie den Scheldeprijs jeweils im Sprint eines größeren Vorderfelds.
Am 5. August 2020 stürzte Jakobsen im Zielsprint der ersten Etappe der Polen-Rundfahrt, nachdem Dylan Groenewegen ihn in die Absperrgitter gedrängt hatte. Jakobsen verletzte sich schwer am Kopf, verlor viel Blut und wurde im Krankenhaus in ein künstliches Koma versetzt. Sein Zustand wurde als „lebensbedrohlich“ beschrieben. Groenewegen wurde wegen regelwidrigen Verhaltens disqualifiziert und Jakobsen zum Sieger erklärt.
Im November 2020 nahm Jakobsen wieder das Training auf, im April 2021 ging er bei der Türkei-Rundfahrt erstmals nach seinem Unfall wieder an den Start. Im Juli 2021 feierte er seinen ersten Sieg nach der schweren Verletzung, als er eine Etappe der Tour de Wallonie gewann. Bei der Vuelta a España gewann er drei Etappen und die Punktewertung. 2022 gewann er eine Etappe der Rundfahrt Paris-Nizza und eine Etappe bei der Tour de France. Im selben Jahr wurde er in München Europameister im Straßenrennen. 2023 konnte Jakobsen neben seinen Siegen dritte Plätze beim Kampioenschap van Vlaanderen und der Elfstedenronde, Platz 5 bei der Classic Brugge-De Panne, Platz 6 beim Gooikse Pijl und Platz 9 bei Kuurne–Brüssel–Kuurne erwirken. Im Jahr 2024 wechselte er zum Team dsm-firmenich PostNL. Nach einem Etappensieg bei der Türkei-Rundfahrt verließ er den Giro d’Italia und die Tour de France frühzeitig ohne nennenswerte Resultate.
2025 musste Fabio Jakobsen seine Radsport-Karriere auf absehbare Zeit unterbrechen, da er sich einer Operation an seinen Beckenarterien unterziehen musste.

## Ehrungen
2017 wurde Fabio Jakobsen mit der Gerrie Knetemann Trofee als Nachwuchs-Radsportler des Jahres der Niederlande ausgezeichnet. Zudem wurde er Sportler des Jahres in seiner Heimatstadt Gorinchem.

## Erfolge
2016
- Slag om Norg
- Niederländischer Meister (U23) – Straßenrennen

2017
- eine Etappe Tour de Normandie
- Eschborn–Frankfurt (U23)
- Ronde van Noord-Holland
- eine Etappe Tour Alsace
- eine Etappe Tour de l’Avenir
- zwei Etappen Olympia’s Tour
- Niederländischer Meister (U23) – Straßenrennen

2018
- Nokere Koerse
- Scheldeprijs
- eine Etappe Tour des Fjords
- eine Etappe BinckBank Tour
- eine Etappe Slowakei-Rundfahrt
- zwei Etappen und Punktewertung Tour of Guangxi

2019
- eine Etappe Algarve-Rundfahrt
- Scheldeprijs
- eine Etappe Türkei-Rundfahrt
- eine Etappe Kalifornien-Rundfahrt
- Gesamtwertung, Hammer Sprint und Hammer Climb Hammer Limburg
- Niederländischer Meister – Straßenrennen
- zwei Etappen Vuelta a España

2020
- eine Etappe Valencia-Rundfahrt
- eine Etappe und Punktewertung Algarve-Rundfahrt
- Grote Prijs Jean-Pierre Monsére
- eine Etappe Polen-Rundfahrt

2021
- zwei Etappen Tour de Wallonie
- drei Etappen und  Punktewertung Vuelta a España

2022
- zwei Etappen und Punktewertung Valencia-Rundfahrt
- zwei Etappen und Punktewertung Algarve-Rundfahrt
- Kuurne–Brüssel–Kuurne
- eine Etappe Paris–Nizza
- eine Etappe Tour de France
- Europameister – Straßenrennen
- Kampioenschap van Vlaanderen

2023
- zwei Etappen Belgien-Rundfahrt
- zwei Etappen Dänemark-Rundfahrt
- eine Etappen Vuelta A San Juan
- eine Etappe Tirreno–Adriatico
- eine Etappe Ungarn-Rundfahrt
- Herfstcriterium Oostrozebeke

2024
- eine Etappe Türkei-Rundfahrt

## Grand Tour-Platzierungen
| Grand Tour            | 2019 | 2020 | 2021 | 2022 | 2023 | 2024 |
| --------------------- | ---- | ---- | ---- | ---- | ---- | ---- |
| Giro d’ItaliaGiro     | –    | –    | –    | –    | –    | DNF  |
| Tour de FranceTour    | –    | –    | –    | 129  | DNF  | DNF  |
| Vuelta a EspañaVuelta | 145  | –    | 141  | –    | –    | –    |